# Lista gatunków z rodzaju powojnik
Lista gatunków z rodzaju powojnik (Clematis L.) – lista gatunków rodzaju roślin należącego do rodziny jaskrowatych (Ranunculaceae Juss.). Według The Plant List w obrębie tego rodzaju znajdują się 373 gatunki o nazwach zweryfikowanych i zaakceptowanych, podczas gdy kolejne 92 taksony mają status gatunków niepewnych (niezweryfikowanych).
Lista gatunków

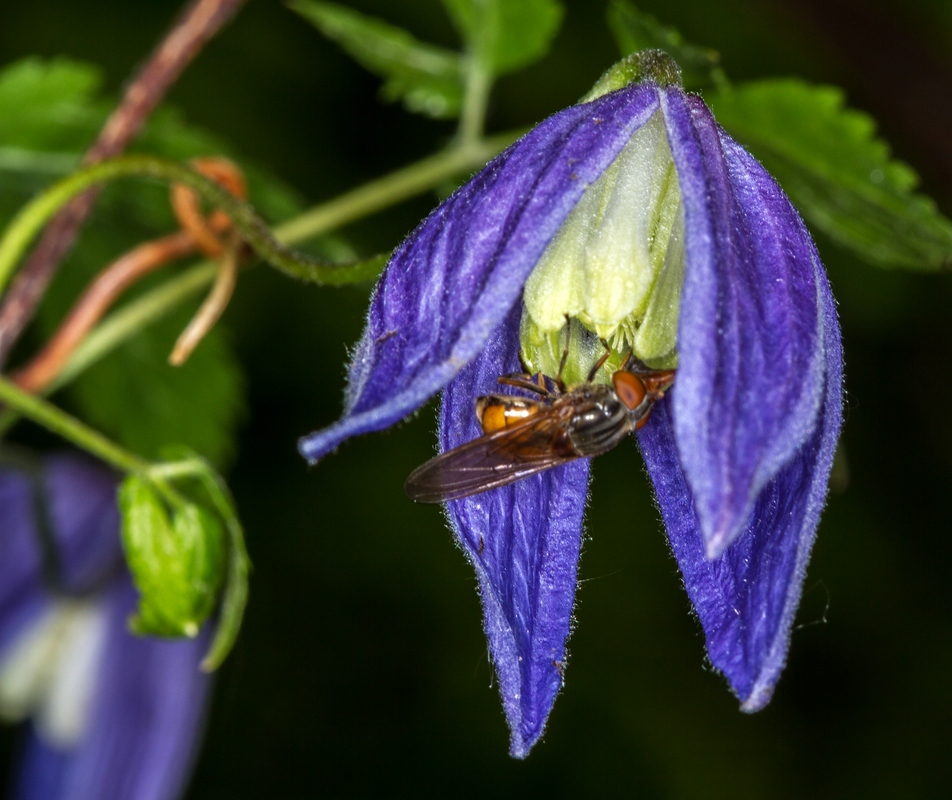
Clematis alpina

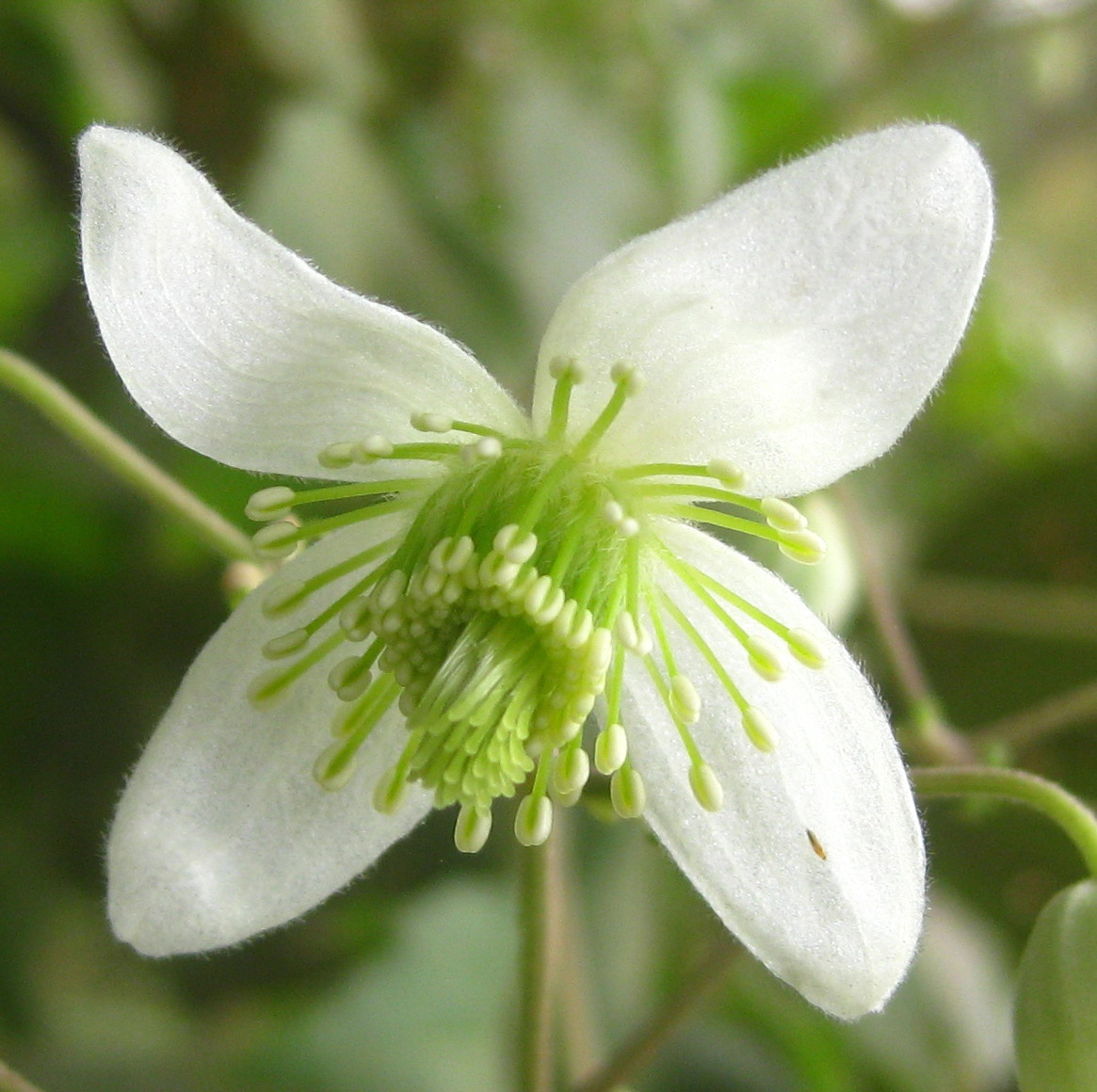
Clematis brachiata

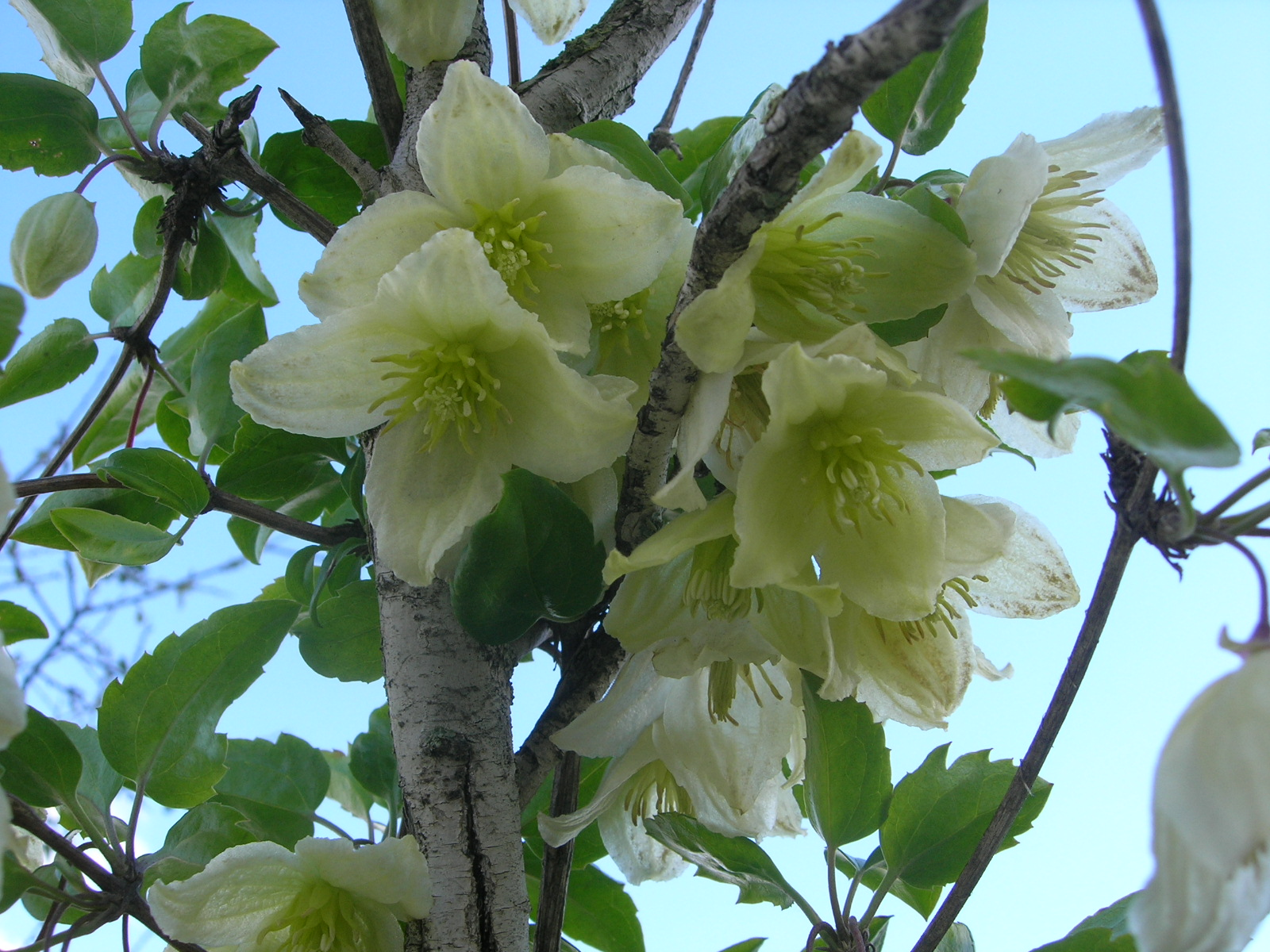
Clematis cirrhosa

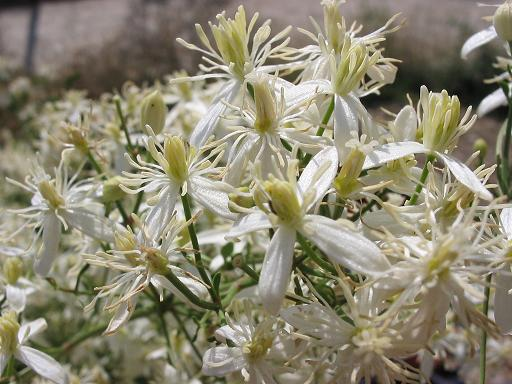
Clematis flammula

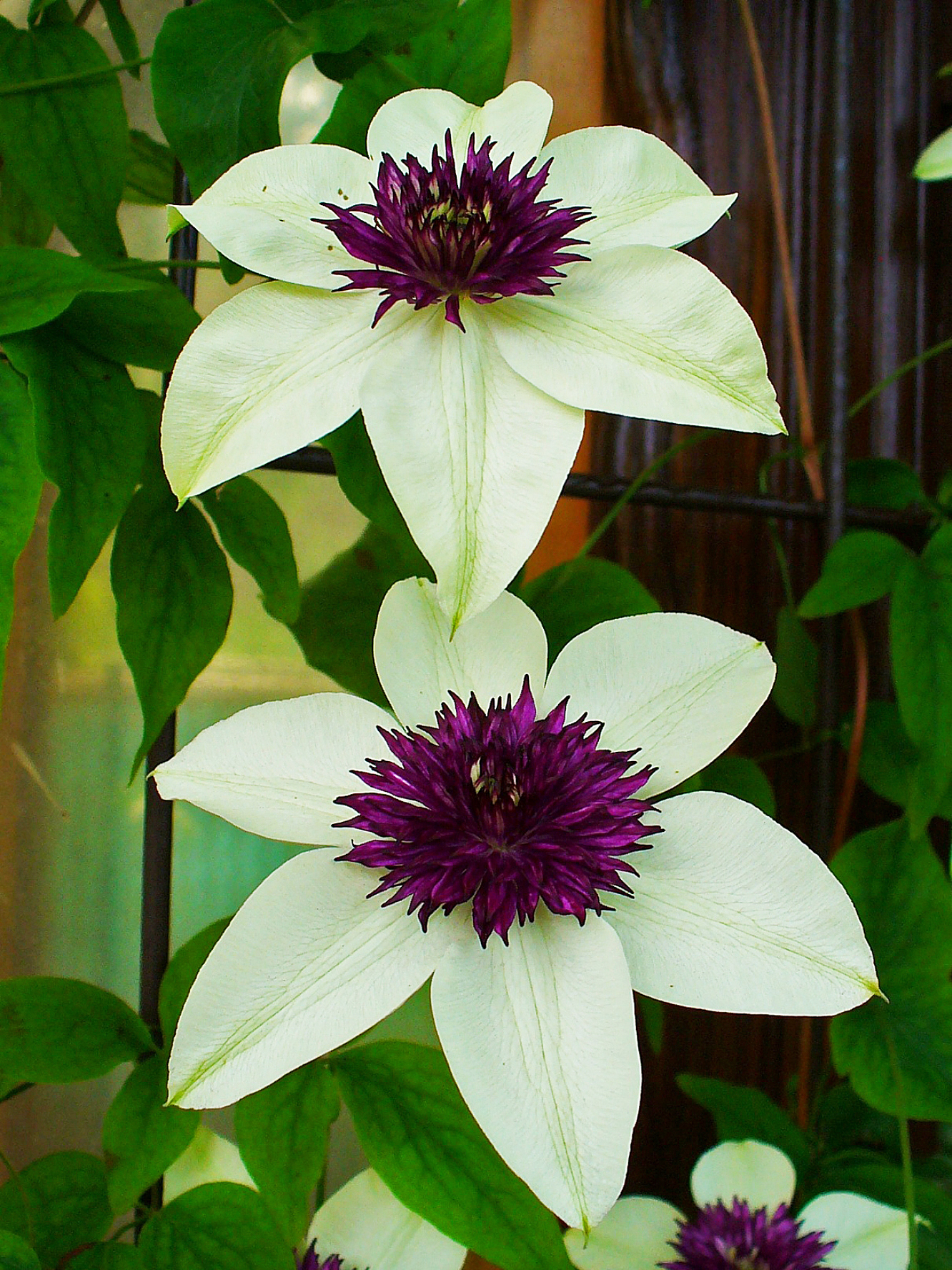
Clematis florida 'Sieboldii'

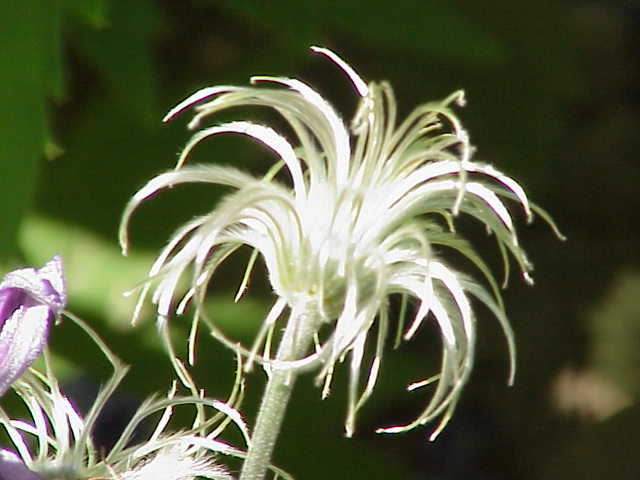
Clematis integrifolia

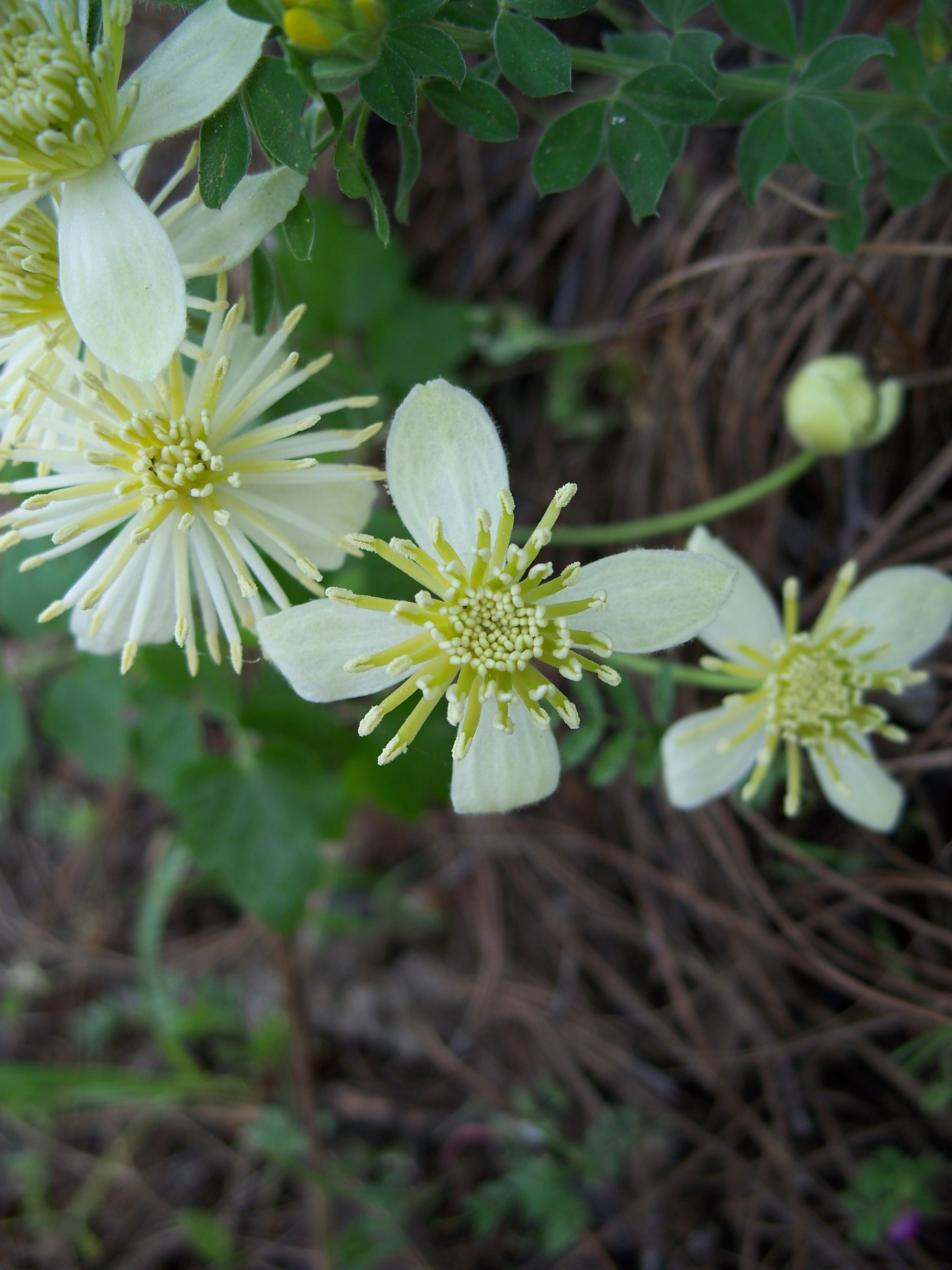
Clematis lasiantha

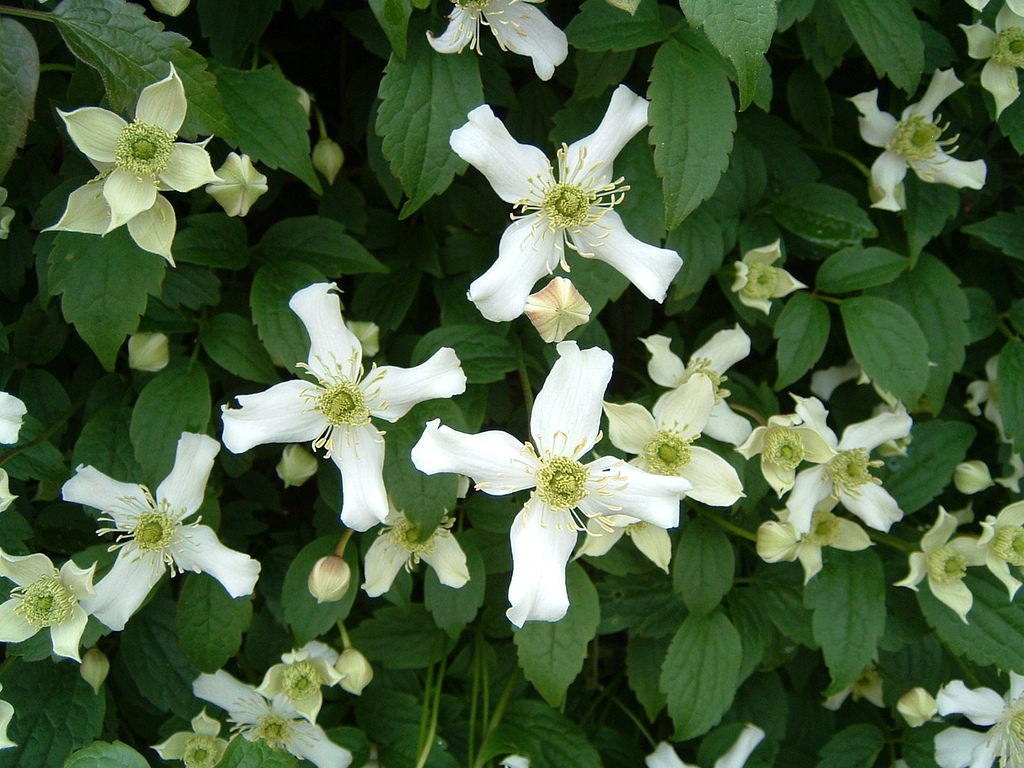
Clematis montana

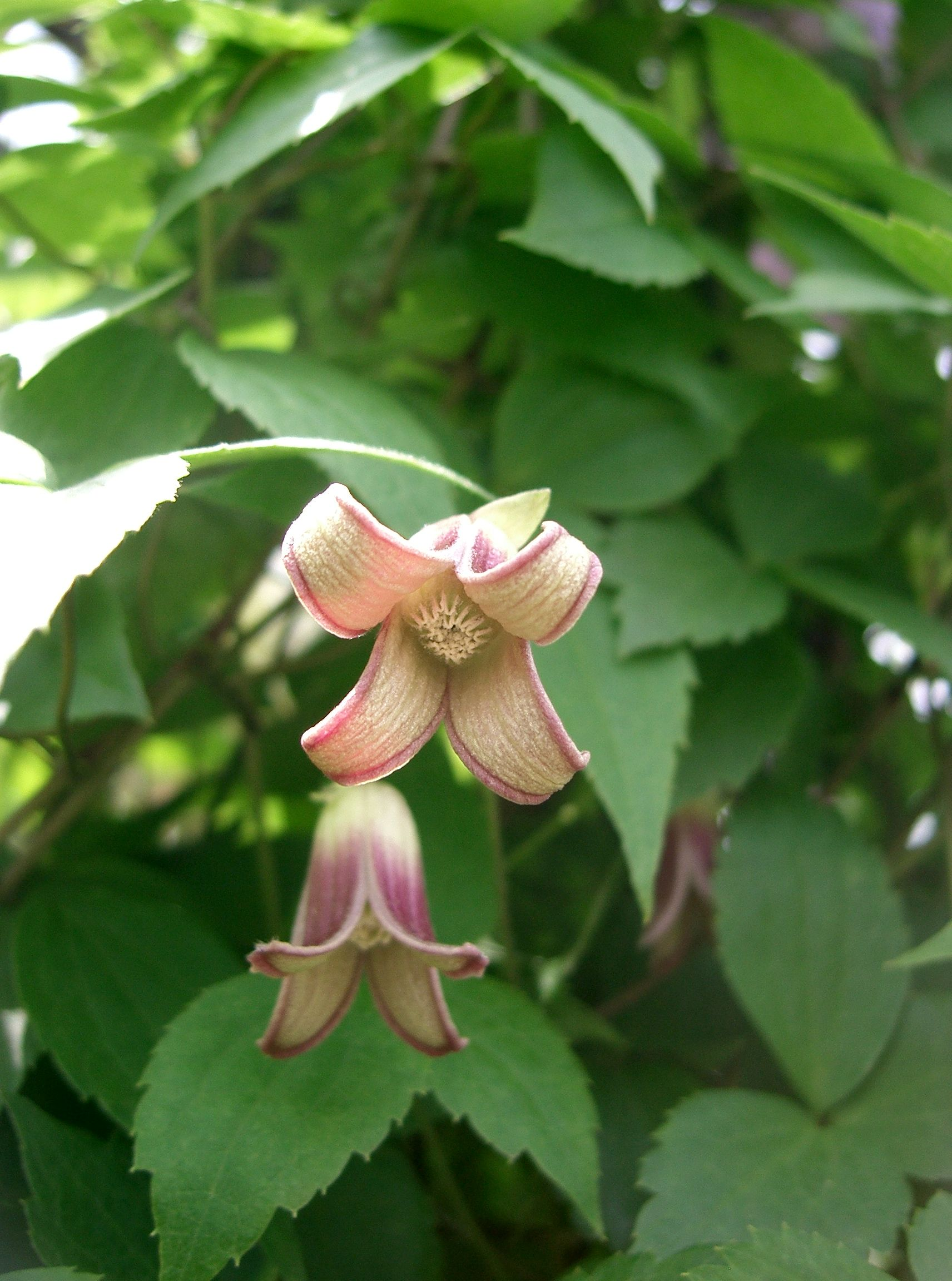
Clematis obvallata

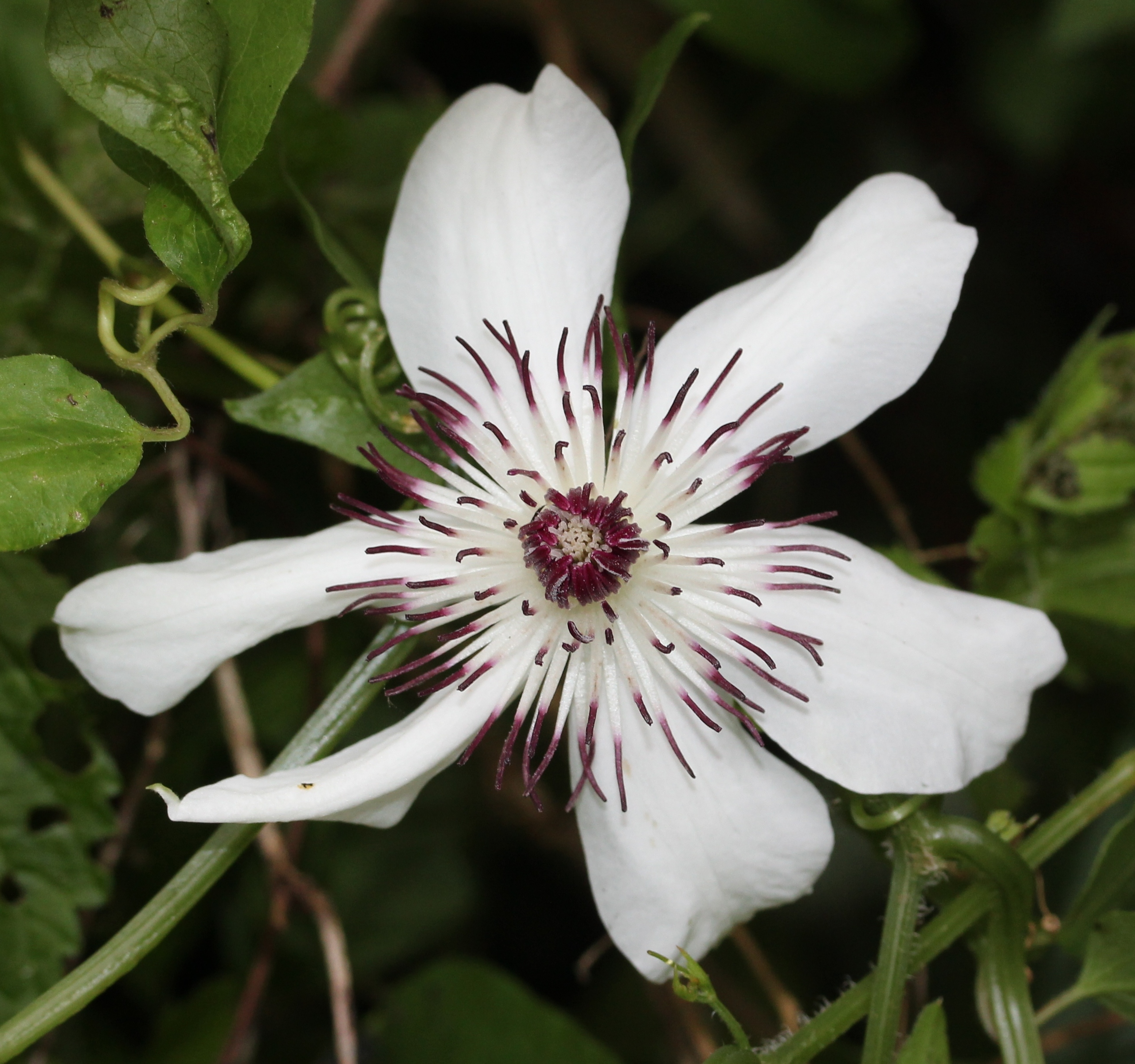
Clematis patens

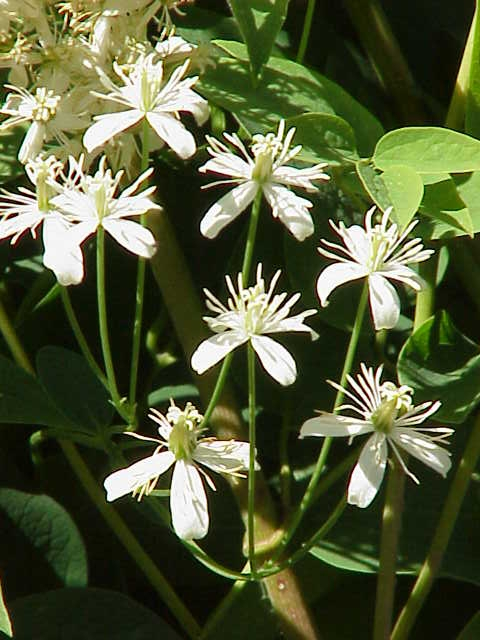
Clematis recta

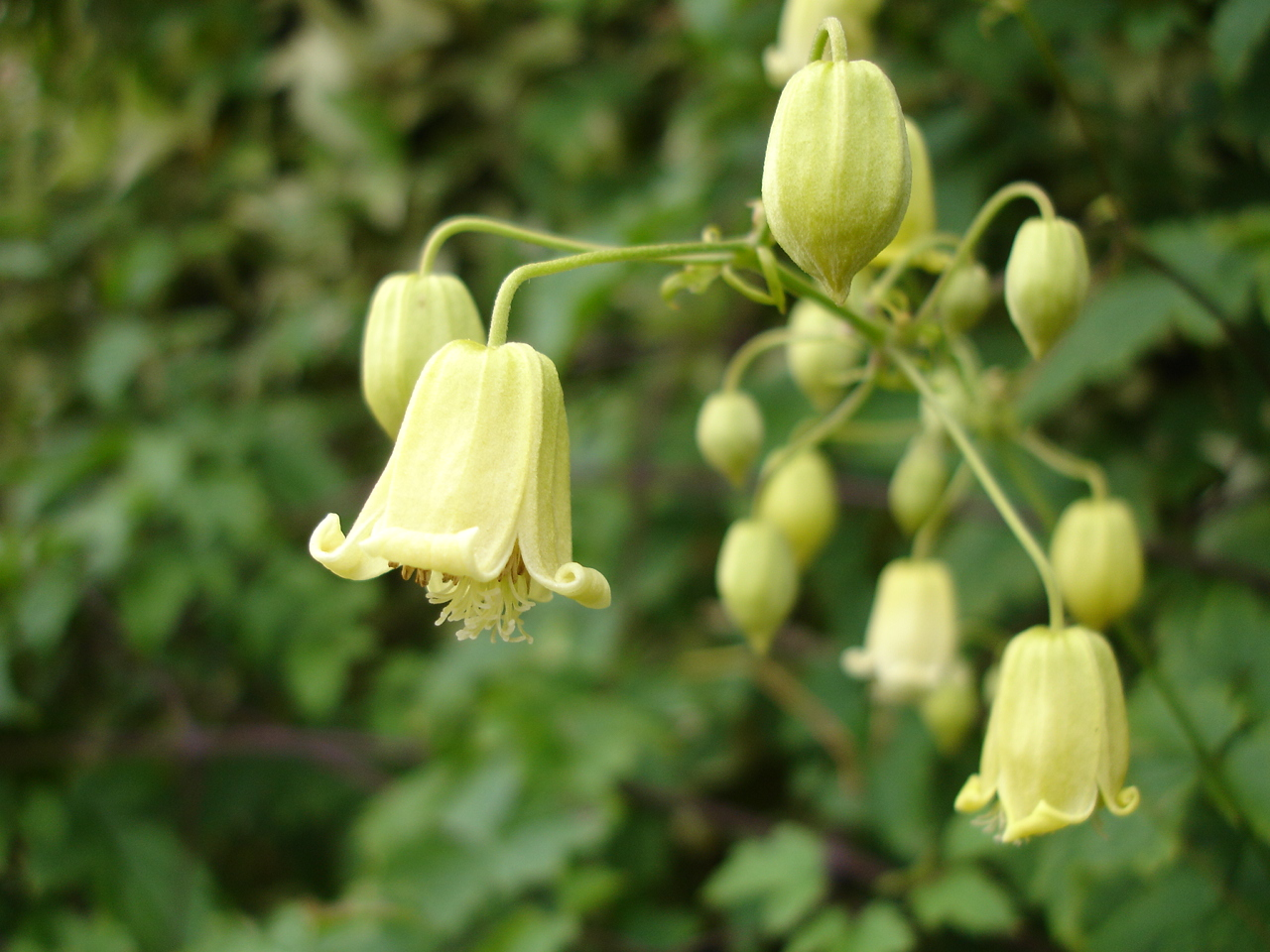
Clematis rehderiana

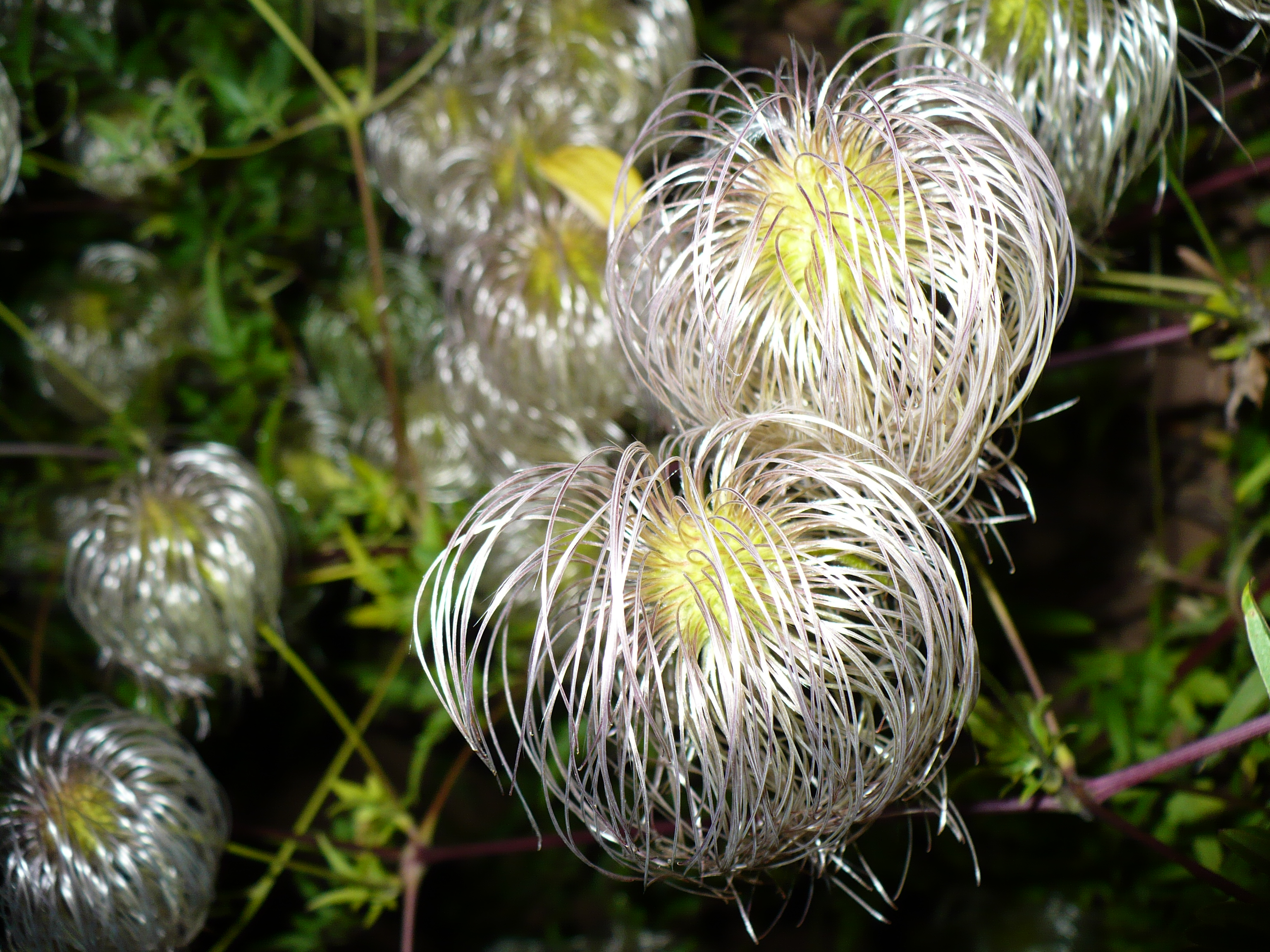
Clematis tangutica

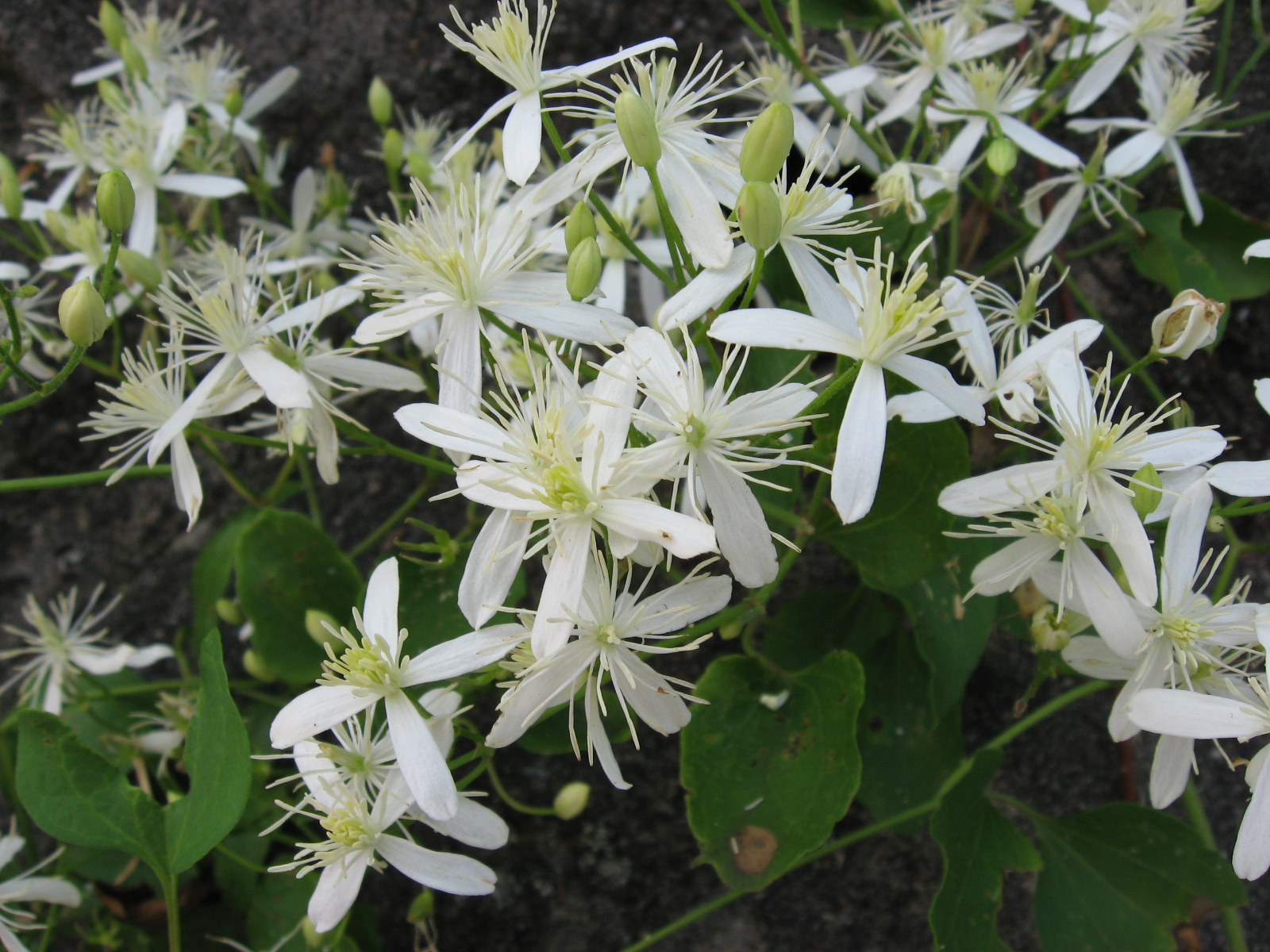
Clematis terniflora

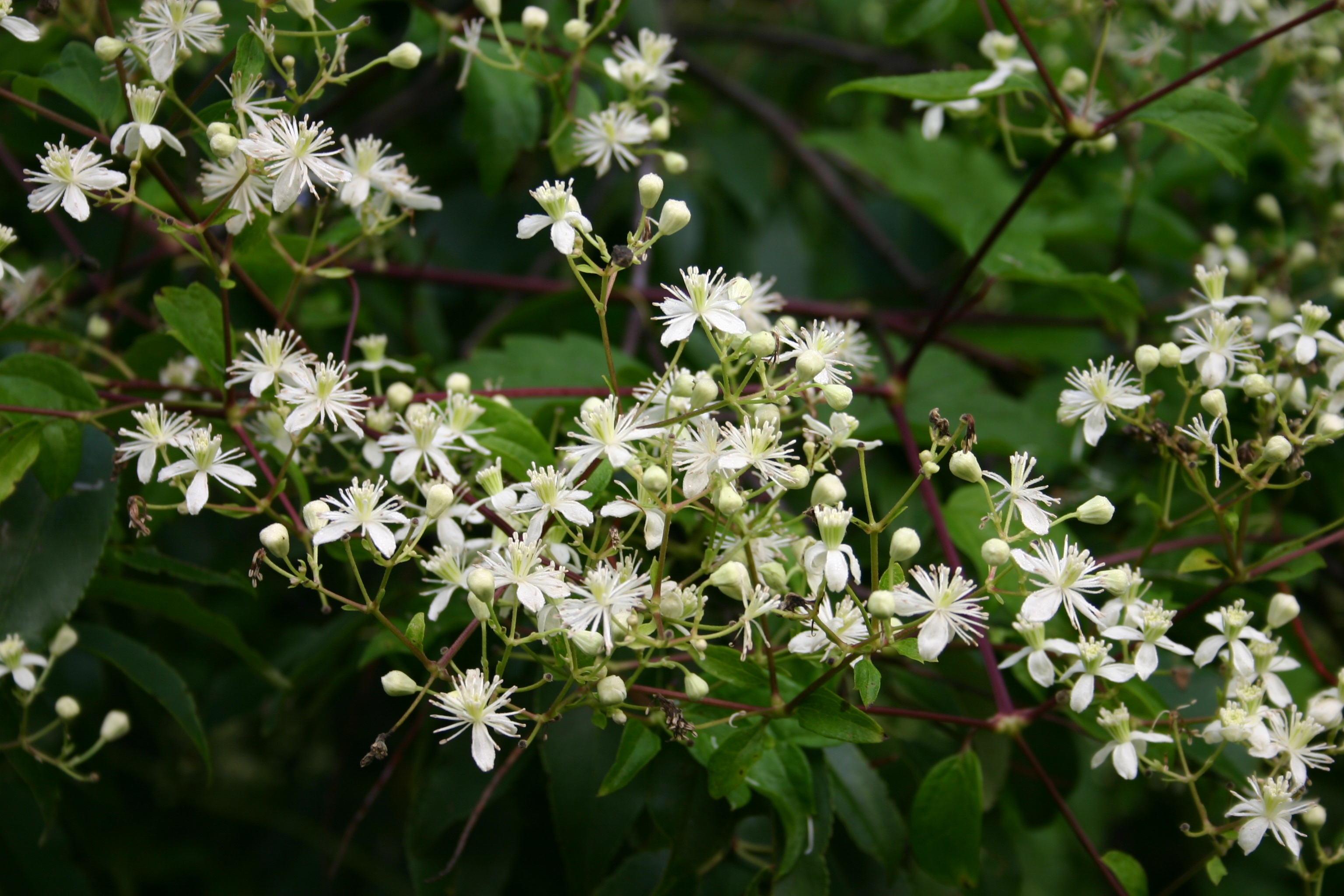
Clematis virginiana

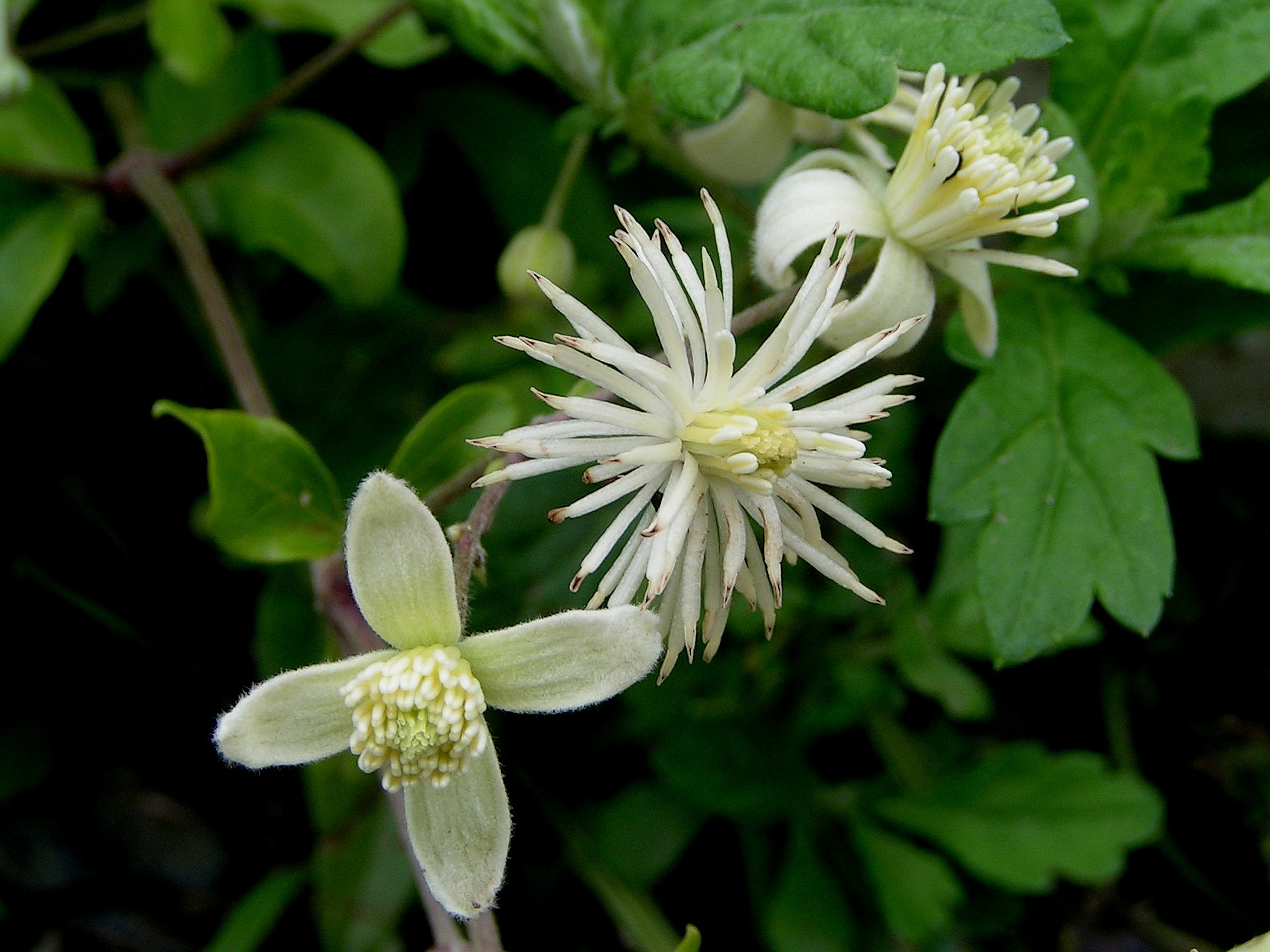
Clematis vitalba

- Clematis acapulcensis Hook. & Arn.
- Clematis acerifolia Maxim.
- Clematis actinostemmatifolia W.T.Wang
- Clematis acuminata DC.
- Clematis acutangula Hook.f. & Thomson
- Clematis addisonii Britton ex Vail
- Clematis aethusifolia Turcz.
- Clematis affinis A.St.-Hil.
- Clematis afoliata Buchanan
- Clematis africolineariloba W.T.Wang
- Clematis akebioides (Maxim.) H.J.Veitch
- Clematis akoensis Hayata
- Clematis albicoma Wherry
- Clematis alborosea Ulbr.
- Clematis alpina (L.) Mill. – powojnik alpejski
- Clematis alternata Kitam. & Tamura
- Clematis andersonii (C.B.Clarke ex Kuntze) H.Eichler
- Clematis antonii (Elmer) L.Eichler
- Clematis apiculata Hook.f. & Thomson
- Clematis apiifolia DC.
- Clematis archboldiana Merr. & L.M.Perry
- Clematis aristata R.Br. ex Ker Gawl.
- Clematis armandii Franch. – powojnik Armanda
- Clematis baldwinii Torr. & A.Gray
- Clematis baominiana W.T.Wang
- Clematis barbellata Edgew.
- Clematis bigelovii Torr.
- Clematis bojeri Hook.
- Clematis bonariensis Juss. ex DC.
- Clematis boninensis Hayata
- Clematis bourdillonii Dunn
- Clematis bowkeri Burtt Davy ex W.T.Wang
- Clematis brachiata Thunb.
- Clematis brachystemon Gunn ex W.T.Wang
- Clematis brachyura Maxim.
- Clematis bracteolata Tamura
- Clematis brasiliana DC.
- Clematis brevicaudata DC.
- Clematis brevipes Rehder
- Clematis buchananiana DC.
- Clematis burmanica Lace
- Clematis cadmia Buch.-Ham. ex Hook.f. & Thomson
- Clematis calcicola J.S.Kim
- Clematis caleoides Standl. & Steyerm.
- Clematis campaniflora Brot.
- Clematis campestris A.St.-Hil.
- Clematis carrizoensis D.Estes
- Clematis catesbyana Pursh
- Clematis caudigera W.T.Wang
- Clematis chekiangensis C.Pei
- Clematis chengguensis W.T.Wang
- Clematis chinensis Osbeck – powojnik chiński
- Clematis chingii W.T.Wang
- Clematis chiupehensis M.Y.Fang
- Clematis chrysocarpa Welw. ex Oliv.
- Clematis chrysocoma Franch.
- Clematis cinnamomoides W.T.Wang
- Clematis cirrhosa L.
- Clematis clarkeana H.Lév. & Vaniot
- Clematis clemensiae H.Eichler
- Clematis clitorioides DC.
- Clematis coactilis (Fernald) Keener
- Clematis coahuilensis D.J.Keil
- Clematis columbiana (Nutt.) Torr. & A.Gray
- Clematis commutata Kuntze
- Clematis comoresensis W.T.Wang
- Clematis connata DC.
- Clematis corniculata W.T.Wang
- Clematis courtoisii Hand.-Mazz.
- Clematis craibiana Lace
- Clematis crassifolia Benth.
- Clematis crassipes Chun & F.C.How
- Clematis crassisepala Ohwi
- Clematis crispa L.
- Clematis cruttwellii H.Eichler ex W.T.Wang
- Clematis cunninghamii Turcz.
- Clematis dasyandra Maxim.
- Clematis decipiens H.Eichler ex Jeanes
- Clematis delavayi Franch.
- Clematis delicata H.Eichler ex W.T.Wang
- Clematis dilatata C.Pei
- Clematis dimorphophylla W.T.Wang
- Clematis dingjunshanica W.T.Wang
- Clematis dioica L.
- Clematis dissecta Baker
- Clematis dolichopoda Brenan
- Clematis drummondii Torr. & A.Gray
- Clematis dubia (Endl.) P.S.Green
- Clematis elata Bureau & Franch.
- Clematis elisabethae-carolae Greuter
- Clematis erectisepala L.Xie, J.H.Shi & L.Q.Li
- Clematis falciformis H.Perrier
- Clematis fasciculiflora Franch.
- Clematis fawcettii F.Muell.
- Clematis fengii W.T.Wang
- Clematis finetiana H.Lév. & Vaniot
- Clematis flabellata Nakai
- Clematis flammula L. – powojnik południowy
- Clematis flammulastrum Griseb.
- Clematis florida Thunb. – powojnik kwiecisty
- Clematis foetida Raoul
- Clematis formosana Kuntze
- Clematis forsteri J.F.Gmel.
- Clematis fremontii S.Watson
- Clematis fruticosa Turcz.
- Clematis fulvicoma Rehder & E.H.Wilson
- Clematis fulvofurfuracea W.T.Wang
- Clematis fusca Turcz.
- Clematis gentianoides DC.
- Clematis gialaiensis Serov
- Clematis glabrifolia K.Sun & M.S.Yan
- Clematis glauca Willd.
- Clematis glaucophylla Small
- Clematis glycinoides DC.
- Clematis gouriana Roxb. ex DC.
- Clematis gracilifolia Rehder & E.H.Wilson
- Clematis grahamii Benth.
- Clematis grandidentata (Rehder & E.H.Wilson) W.T.Wang
- Clematis grandiflora DC.
- Clematis grandifolia (Staner & J.Léonard) M.Johnson
- Clematis grata Wall.
- Clematis gratopsis W.T.Wang
- Clematis graveolens Lindl.
- Clematis grewiiflora DC.
- Clematis grossa Benth.
- Clematis guadeloupae Pers.
- Clematis haenkeana C.Presl
- Clematis hagiangensis N.T.Do
- Clematis hainanensis W.T.Wang
- Clematis hancockiana Maxim.
- Clematis hastata Finet & Gagnep.
- Clematis hedysarifolia DC.
- Clematis henryi Oliv.
- Clematis heracleifolia DC.
- Clematis herrei H.Eichler
- Clematis hexapetala Pall.
- Clematis heynei M.A.Rau & al.
- Clematis hilariae Kovalevsk.
- Clematis hirsuta Guill. & Perr.
- Clematis hirsutissima Pursh
- Clematis hoffmannii Vatke
- Clematis hothae Kurz
- Clematis huchouensis Tamura
- Clematis hupehensis Hemsl. & E.H.Wilson
- Clematis ianthina Koehne
- Clematis ibarensis Baker
- Clematis incisodenticulata W.T.Wang
- Clematis insidiosa Baill.
- Clematis integrifolia L. – powojnik całolistny
- Clematis intraglabra W.T.Wang
- Clematis intricata Bunge
- Clematis ispahanica Boiss.
- Clematis jackmanii T. Moore – powojnik Jackmana
- Clematis japonica Thunb.
- Clematis javana DC.
- Clematis jeypurensis Bedd. ex W.T.Wang
- Clematis jialasaensis W.T.Wang
- Clematis jingdungensis W.T.Wang
- Clematis jinzhaiensis Z.W.Xue & X.W.Wang
- Clematis kakoulimensis Schnell
- Clematis khasiana (Brühl) W.T.Wang
- Clematis kirilowii Maxim.
- Clematis kockiana C.K.Schneid.
- Clematis koreana Kom. – powojnik koreański
- Clematis korthalsii H.Eichler
- Clematis kweichouwensis C.Pei
- Clematis ladakhiana Grey-Wilson
- Clematis lancifolia Bureau & Franch.
- Clematis lanuginosa Lindl. – powojnik wełnisty
- Clematis lasiandra Maxim.
- Clematis lasiantha Nutt.
- Clematis laxistrigosa (W.T.Wang & M.C.Chang) W.T.Wang
- Clematis leptophylla (F.Muell.) H.Eichler
- Clematis leschenaultiana DC.
- Clematis liboensis Z.R.Xu
- Clematis ligusticifolia Nutt.
- Clematis linearifolia Steud.
- Clematis linearifoliola W.T.Wang
- Clematis lingyunensis W.T.Wang
- Clematis liuzhouensis Y.G.Wei & C.R.Lin
- Clematis longicauda Steud. ex A.Rich.
- Clematis longipes Freyn
- Clematis longistyla Hand.-Mazz.
- Clematis loureiroana DC.
- Clematis lushuiensis W.T.Wang
- Clematis macgregorii Merr.
- Clematis macropetala Ledeb. – powojnik wielkopłatkowy
- Clematis macrophylla (J.Raynal) W.T.Wang
- Clematis malacoclada W.T.Wang
- Clematis malacocoma W.T.Wang
- Clematis manipurensis (Brühl) W.T.Wang
- Clematis marata Armstr.
- Clematis marmoraria Sneddon
- Clematis mashanensis W.T.Wang
- Clematis mauritiana Lam.
- Clematis menglaensis M.C.Chang
- Clematis methifolia Hook.
- Clematis metouensis M.Y.Fang
- Clematis meyeniana Walp.
- Clematis microcuspis Baker
- Clematis microphylla DC. – powojnik drobnolistny
- Clematis millefoliata Eichler
- Clematis moisseenkoi (Serov) W.T.Wang
- Clematis mollissima (Hallier f.) H.Eichler
- Clematis montana Buch.-Ham. ex DC. – powojnik górski
- Clematis morefieldii Kral
- Clematis multistriata H.Eichler
- Clematis munroiana Wight
- Clematis nagaensis W.T.Wang
- Clematis nainitalensis W.T.Wang
- Clematis nannophylla Maxim.
- Clematis napaulensis DC.
- Clematis napoensis W.T.Wang
- Clematis ningjingshanica W.T.Wang
- Clematis nobilis Nakai
- Clematis novocaledoniaensis W.T.Wang
- Clematis nukiangensis M.Y.Fang
- Clematis obliqua (Small) C.K. Schneid.
- Clematis obscura Maxim.
- Clematis obtusifolia R.Br. ex W.T.Wang
- Clematis obvallata (Ohwi) Tamura
- Clematis occidentalis (Hornem.) DC.
- Clematis ochroleuca Aiton
- Clematis oligophylla Hook.
- Clematis orientalis L. – powojnik wschodni
- Clematis otophora Franch. ex Finet & Gagnep.
- Clematis pamiralaica Grey-Wilson
- Clematis paniculata J.F.Gmel. – powojnik wiechowaty
- Clematis papillosa H.Eichler
- Clematis papuasica Merr. & L.M.Perry
- Clematis papuligera Ohwi
- Clematis parviloba Gardner & Champ.
- Clematis pashanensis (M.C.Chang) W.T.Wang
- Clematis patens C.Morren & Decne.
- Clematis pauciflora Nutt.
- Clematis perrieri H.Lév.
- Clematis peruviana DC.
- Clematis peterae Hand.-Mazz.
- Clematis petriei Allan
- Clematis phanerophlebia Merr. & L.M.Perry
- Clematis phlebantha L.H.J.Williams
- Clematis pianmaensis W.T.Wang
- Clematis pickeringii A.Gray
- Clematis pierotii Miq.
- Clematis pimpinellifolia Hook.
- Clematis pinchuanensis W.T.Wang & M.Y.Fang
- Clematis pingbianensis W.T.Wang
- Clematis pinnata Maxim.
- Clematis pitcheri Torr. & A.Gray
- Clematis plukenetii DC.
- Clematis pogonandra Maxim.
- Clematis polygama Jacq.
- Clematis populifolia Turcz.
- Clematis potaninii Maxim.
- Clematis pseudoflammula Schmalh. ex Lipsky
- Clematis pseudokoreana R.J.Im & U.C.La
- Clematis pseudootophora M.Y.Fang
- Clematis pseudopogonandra Finet & Gagnep.
- Clematis pseudopterantha Kadota & Nob.Tanaka
- Clematis pseudoscabiosifolia H.Perrier
- Clematis psilandra Kitag.
- Clematis pterantha Dunn
- Clematis puberula Hook.f. & Thomson
- Clematis pubescens Hügel ex Endl.
- Clematis pycnocoma W.T.Wang
- Clematis qingchengshanica W.T.Wang
- Clematis quadribracteolata Colenso
- Clematis queenslandica W.T.Wang
- Clematis quinquefoliolata Hutch.
- Clematis ranunculoides Franch.
- Clematis recta L. – powojnik prosty
- Clematis rehderiana Craib – powojnik Rehdera
- Clematis repens Finet & Gagnep.
- Clematis reticulata Walter
- Clematis rhodocarpa Rose
- Clematis rhodocarpoides W.T.Wang
- Clematis rigoi W.T.Wang
- Clematis robertsiana Aitch. & Hemsl.
- Clematis roylei Rehder
- Clematis rubifolia C.H.Wright
- Clematis rufa Rose
- Clematis rutoides W.T.Wang
- Clematis sarezica Ikonn.
- Clematis satomiana Kadota
- Clematis sclerophylla W.T.Wang
- Clematis scottii Porter
- Clematis seemannii Kuntze
- Clematis serratifolia Rehder – powojnik piłkowany
- Clematis shenlungchiaensis M.Y.Fang
- Clematis shensiensis W.T.Wang
- Clematis siamensis Drumm. & Craib
- Clematis sichotealinensis Ulanova
- Clematis simensis Fresen.
- Clematis simplicifolia Qureshi & Chaudhri
- Clematis sinii W.T.Wang
- Clematis smilacifolia Wall.
- Clematis socialis Kral
- Clematis songorica Bunge
- Clematis spathulifolia (Kuntze) Prantl
- Clematis speciosa (Makino) Makino
- Clematis staintonii W.T.Wang
- Clematis stans Siebold & Zucc.
- Clematis stenanthera H.Eichler
- Clematis strigillosa Baker
- Clematis subtriloba Nees ex G.Don
- Clematis subtriternata Nakai
- Clematis subumbellata Kurz
- Clematis taeguensis Y.N.Lee
- Clematis takedana Makino
- Clematis tamurae T.Y.A.Yang & T.C.Huang
- Clematis tangutica (Maxim.) Korsh. – powojnik tangucki
- Clematis tashiroi Maxim.
- Clematis tengchongensis W.T.Wang
- Clematis tenuimarginata H.Eichler
- Clematis tenuipes W.T.Wang
- Clematis teretipes W.T.Wang
- Clematis terniflora DC.
- Clematis teuszii (Kuntze) Engl.
- Clematis texensis Buckley – powojnik teksaski
- Clematis thaiana Tamura
- Clematis thalictrifolia Engl.
- Clematis thalictroides Steud.
- Clematis theobromina Dunn
- Clematis tibetana Kuntze
- Clematis tinghuensis C.T.Ting
- Clematis tomentella (Maxim.) W.T.Wang & L.Q.Li
- Clematis tongluensis (Brühl) Tamura
- Clematis tortuosa Wall. ex C.E.C.Fisch.
- Clematis tosaensis Makino
- Clematis tournefortii DC.
- Clematis trichotoma Nakai
- Clematis trifida Hook.
- Clematis tripartita W.T.Wang
- Clematis tsaii W.T.Wang
- Clematis tsugetorum Ohwi
- Clematis tuaensis H.Eichler ex W.T.Wang
- Clematis tunisiatica W.T.Wang
- Clematis turyusanensis U.C.La & Chae G.Chen
- Clematis uhehensis Engl.
- Clematis ulbrichiana Pilg.
- Clematis uncinata Champ. ex Benth.
- Clematis urophylla Franch.
- Clematis uruboensis Lourteig
- Clematis vaniotii H.Lév. & C.E.Porter
- Clematis variifolia W.T.Wang
- Clematis venusta M.C.Chang
- Clematis versicolor Small
- Clematis vietnamensis W.T.Wang & N.T.Do
- Clematis villosa DC.
- Clematis viorna L.
- Clematis virginiana L.
- Clematis viridiflora Bertol.
- Clematis viridis (W.T.Wang & M.C.Chang) W.T.Wang
- Clematis vitalba L. – powojnik pnący
- Clematis viticaulis Steele
- Clematis viticella L. – powojnik włoski
- Clematis wallichii W.T.Wang
- Clematis welwitschii Hiern ex Kuntze
- Clematis wenshanensis W.T.Wang
- Clematis wenxianensis W.T.Wang
- Clematis wightiana Wall.
- Clematis williamsii A.Gray
- Clematis wissmanniana Hand.-Mazz.
- Clematis xiangguiensis W.T.Wang
- Clematis xinhuiensis R.J.Wang
- Clematis yuanjiangensis W.T.Wang
- Clematis yui W.T.Wang
- Clematis yunnanensis Franch.
- Clematis zaireensis W.T.Wang
- Clematis zandaensis W.T.Wang
- Clematis zemuensis W.W.Sm.
- Clematis zhejiangensis R.J.Wang
- Clematis zygophylla Hand.-Mazz.